# ジョン・ルパート・ファース
ジョン・ルパート・ファース（John Rupert Firth、1890年6月17日 – 1960年12月14日）は、イギリスの言語学者、音声学者。

## 生涯
1890年、ヨークシャー州キースリー（現ウェスト・ヨークシャー州シティ・オブ・ブラッドフォードの一部）に生まれた。1911年にリーズ大学を卒業、2年後に修士の学位を得た。イギリス領インド帝国の教育部門(英語版)に就職してインドに赴いたが、第一次世界大戦勃発のために、軍務でアフガニスタンやアフリカにも滞在した。戦後はラホールのパンジャーブ大学の英語教授をつとめた。
ダニエル・ジョーンズに招かれて1928年にユニヴァーシティー・カレッジ・ロンドン音声学部の上級講師(senior lecturer)に就任した。同時にロンドン・スクール・オブ・エコノミクスや、オックスフォード大学のインド学院(英語版)でも働いた。ロンドン・スクール・オブ・エコノミクスでは同僚のマリノフスキと親交を結び、その大きな影響を受けた。
1937年には奨学金を得てふたたびインドに渡り、グジャラーティー語とテルグ語を研究した。翌年帰国すると東洋研究学院（のちの東洋アフリカ研究学院）の音声学・言語学部の言語学およびインド音声学の上級講師に就任した。その後1941年に学部主任教授に昇進したが、同学部の教員はファースを含めてわずか2人であった。ところが同年末に日本が第二次世界大戦に参戦すると、東洋アフリカ研究学院はイギリス軍の日本語短期講習の中心となり、戦争集結時までに教員は14人に増大した。第二次世界大戦中の功績により、1946年にファースは大英帝国勲章を叙勲された。
戦時中の1944年にロンドン大学では英国初となる一般言語学の講座を開き、ファースがその初代教授に就任した。1956年に退官するまでその職にあった。また、英国文献学会の1933年以来のメンバーであり、1954年から1957年までその会長をつとめた。

## 研究内容・業績
- ファースの言語学理論のうちでもっとも有名なのはコンテクスト理論と韻律的音韻分析である。
- ファースはアメリカ構造主義言語学が意味の研究をなおざりにしていることを批判し、意味を言語研究の中心にすえた。ファースはマリノフスキのいう「状況のコンテクスト」(context of situation)を重視し、意味とはコンテクストにおける機能のことであると考えた。
- 韻律的音韻分析は、当時主流であった音韻論と大きく異なっていた。音素は単なる転写のための便法としてのみ認め、音韻分析においては同じ音でも環境（音節中の位置など）によって異なる分析をすべきだとした。また、ファースは分節的な音の単位(phonematic units)のほかに鼻音化・声門化・そり舌化などの非分節的な特徴である韻律(prosody)を認めた。
- 道具主義者であったファースは、発話の背後にある独立したラングのような存在を認めなかった。言語学は真理を追求するためのものではなく、したがって言語理論は無数にあり得たし、言語の一部分だけを説明できる理論であってもよかった(polysystemacy)[2]。

## 評価・死後の顕彰
- ファースはイギリス国内では有名であったが、自らの理論を体系だてて記したことがなく、国外ではほとんど知られなかった。
- ファースは多くの言語学者を育てた。それらの学者はファース学派またはロンドン学派と呼ばれることがある。M・A・K・ハリデーは中でももっとも有名で、ファースのコンテクスト理論を応用してそれを大きく発展させた選択体系機能理論(SFT)を打ちたてた。

## 主要な著作
- “The Technique of Semantics”. Transactions of Philological Society:  36-72. (1935).

意味論をすべての言語研究の基本に置くことを提案した。
- “Sounds and Prosodies”. Transactions of Philological Society:  127-152. (1948).

韻律的音韻論に関する最初の論文。
- Papers in linguistics 1934 - 1951. Oxford University Press. (1957)
- “A Synopsis of Linguistic Theory, 1930 - 1955”. Studies in Linguistic Analysis. Blackwell. (1957)
- The Tongues of Men and Speech, rpt. of Firth 1930 and 1937. Oxford University Press. (1964)

ユニヴァーシティー・カレッジ・ロンドン時代の2冊の著書の復刊。ファースはこれ以外に著書を公刊しなかった。
論文集の邦訳が存在する。
- 大束百合子 訳『ファース言語論集 1 (1934-51)』研究社、1978年。
- 大束百合子 訳『ファース言語論集 2 (1952-59)』研究社、1975年。